# Gibi Quântico
Gibi Quântico é uma revista em quadrinhos brasileira produzida ao final do curso de roteiros para quadrinhos da Quanta Academia de Artes ministrado por André Diniz. A primeira edição foi lançada em 2014 por iniciativa dos alunos, que reuniram roteiros dos 10 participantes do curso, que foram ilustrados por quadrinistas conhecidos, como Jefferson Costa, Flavio Soares, Guilherme Petreca, entre outros. Essa primeira edição ganhou o Troféu HQ Mix de 2015 na categoria "melhor publicação mix". Em 2016, foi lançada a segunda edição da revista, mantendo o mesmo projeto e formato.